# Лорнсен, Бой
Бой Лорнсен (нем. Boy Lornsen; 7 августа 1922 года, Кайтум, Зильт — 26 июля 1995 года, там же) — немецкий скульптор и писатель. В честь его произведения назван осьминог Пауль.

## Жизнь и работа
Родился в семье моряка. После окончания средней школы в 1941—1945 гг. служил в Люфтваффе пилотом и радистом. После окончания Второй мировой войны освоил профессию плотника, затем учился в Ганновере, где получил специальность мастера-каменщика и скульптора по камню. Он работал по этой профессии до начала 1970-х годов. В 1980 году Лорнсен и его семья переехали в дом его дедушки и бабушки в Кайтуме.
В 1967 году написал свою первую книгу Robbi, Tobbie und das Fliewatüüt. Она повествовала об изобретательном мальчике, который  помогает роботу с домашним заданием. Его книга была очень успешной. Она была номинирована на DJLP в 1968 году(см. Deutsche Jugendliteraturpreis).

## Сочинения
- Robbi, Tobbi und das Fliewatüüt (1967)
- Jakobus Nimmersatt (1968)
- Abakus an mini-Max (1970)
- Barrnabas und seine Welt (1972)
- Feuer im Nacker (1974), переделано под Der Brandstifter von Tarrafal(1974), позже под названием Feuer um Mitternacht (1976)[7]
- Dies und das kann Fridoln (1978)[7]
- Klaus Störtebeker—Gottes Freund und aller Welt Feind (1980)[5]